# Calotrophon carnicolor
Calotrophon carnicolor is een slakkensoort uit de familie van de Muricidae. De wetenschappelijke naam van de soort is voor het eerst geldig gepubliceerd in 1945 door Clench & Pérez Farfante.